# Sollstedt (gemeente)
Sollstedt is een gemeente in de Duitse deelstaat Thüringen, en maakt deel uit van het district Nordhausen.
Sollstedt telt 2.927 inwoners. Naast het hoofddorp omvat de gemeente de kernen Wülfingerode en Rehungen.

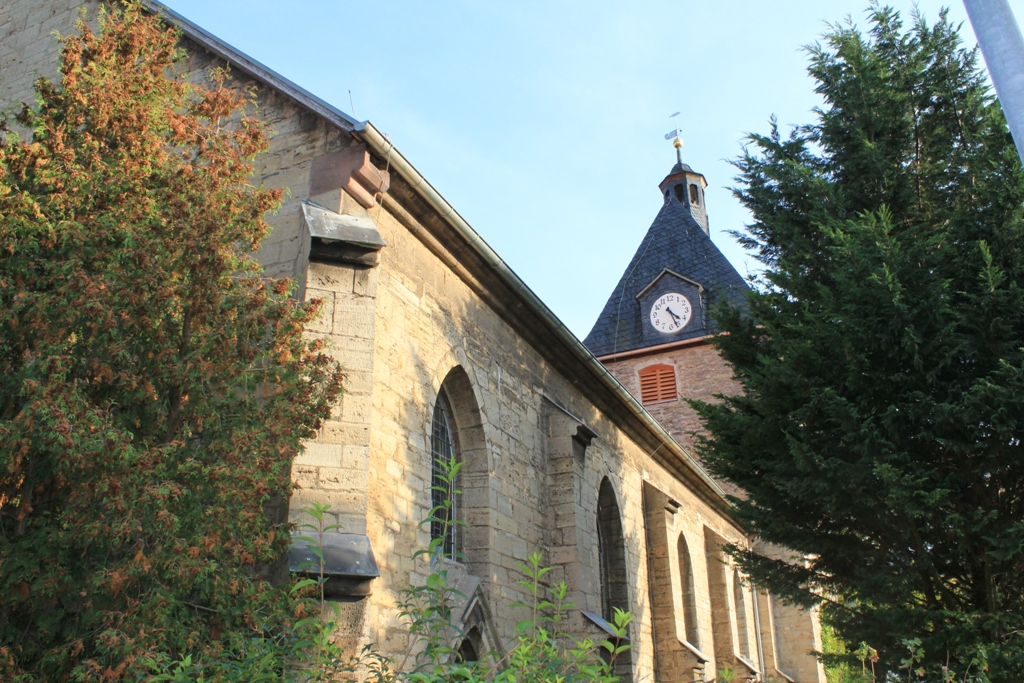
Dorpskerk

Bleicherode · Ellrich · Etzelsrode · Friedrichsthal · Görsbach · Großlohra · Hainrode/Hainleite · Harztor · Heringen/Helme · Hohenstein · Kehmstedt · Kleinbodungen · Kleinfurra · Kraja · Lipprechterode · Niedergebra · Nohra · Nordhausen (stad) · Sollstedt · Urbach · Werther · Wipperdorf · Wolkramshausen